# 246 Asporina
A 246 Asporina a Naprendszer kisbolygóövében található aszteroida. Alphonse Louis Nicolas Borrelly fedezte fel 1885. március 6-án.